# Màrkovo (Txukotka)
|  | Per a altres significats, vegeu «Màrkovo». |

Màrkovo (en rus: Марково) és un poble del districte autònom de Txukotka, a Rússia, que el 2018 tenia 578 habitants.